# Alma Viva
Alma Viva és una pel·lícula portuguesa-francesa del 2022 dirigida per Cristèle Alves Meira. Va ser escollida com a candidat de Portugal a l'Oscar a la millor pel·lícula de parla no anglesa als Premis Oscar de 2022, però finalment no va ser nominada. S'ha doblat i subtitulat al català.

## Argument
Com cada estiu, la petita Salomé torna al seu poble familiar a les muntanyes portugueses per passar les vacances. Tanmateix, la seva estimada àvia mor de sobte. Mentre els adults estan ocupats amb el funeral, Salomé està perseguida per l'esperit del qual es pensava que era una bruixa.

## Personatges
- Lua Michel com a Salomé
- Ana Padrão com a Fàtima
- Jacqueline Corado com Aida
- Ester Catalão com a avi
- Duarte Pina com a tia Dantas
- Arthur Brigas com a oncle Joaquim
- Catherine Salée com a Cathie
- Martha Quina com a Gracinda

## Reconeixements
| Any  | Premi               | Categoria                        | Nominat                          | Resultat | Ref   |
| ---- | ------------------- | -------------------------------- | -------------------------------- | -------- | ----- |
| 2024 | XXXVIII Premis Goya | Millor Pel·lícula Iberoamericana | Millor Pel·lícula Iberoamericana | Pendent  | [ 3 ] |